# Viktor Gluth
Viktor Gluth (* 6. Mai 1852 in Pilsen; † 17. Januar 1917) war ein deutscher Komponist und Musikpädagoge.
Gluth studierte Musik in Prag und München und unterrichtete Klavier und Komposition an der Königlichen Akademie der Tonkunst in München. Von 1912 bis 1917 gehörte er deren Direktorium an. Zu seinen Schülern zählten u. a. Bruno Barilli und Max Ettinger. Er komponierte u. a. Ouvertüren, sinfonische Dichtungen, Klavierstücke und -konzerte, Lieder und mehrere Opern.

## Opern
- Et resurrexit
- Horand und Hilde
- Der Trentajäger

## Quelle
- Viktor Gluth bei Operissimo

| Personendaten    | Personendaten                         |
| ---------------- | ------------------------------------- |
| NAME             | Gluth, Viktor                         |
| KURZBESCHREIBUNG | deutscher Komponist und Musikpädagoge |
| GEBURTSDATUM     | 6. Mai 1852                           |
| GEBURTSORT       | Pilsen                                |
| STERBEDATUM      | 17. Januar 1917                       |